# وظيفة إبصارية مكانية
تشير الوظيفة الإبصارية المكانية إلى العمليات المعرفية الضرورية لتحديد ودمج وتحليل الشكل الفضائي والمرئي والتفاصيل والهيكل والعلاقات المكانية في أكثر من بُعد واحد.
تُعتبر المهارات الإبصارية المكانية مهمة في الحركة، وإدراك المسافة والعمق، والملاحة المكانية. وقد يؤدي الضعف في هذه المهارات إلى ضعف القدرة على القيادة لصعوبة التحكم في المسافات أو صعوبة التنقل في المساحات مثل الارتطام بالأشياء.
تشير عملية الإبصار المكاني إلى «القدرة على إدراك وتحليل وتوليف والتحويل التلاعب بالأنماط والصور البصرية». تشارك الذاكرة الإبصارية المكانية العاملة في استدعاء ومعالجة الصور لتبقى موجهة في المساحات وكذلك تتبع موقع الأجسام المتحركة.
كما وجد ضعف إبصاري مكاني مبكر في داء جسيمات ليوي بجانب غيره من الأمراض.